# دانمارک در المپیک تابستانی ۱۹۷۶
دانمارک در بازی‌های المپیک تابستانی ۱۹۷۶ که در شهر مونترال برگزار شد، کاروان دانمارک با ۶۶ ورزشکار در این رقابت‌ها شرکت کرد و موفق به کسب ۳ مدال (۱ طلا، ۰ نقره، ۲ برنز) شد. در جدول رتبه‌بندی توزیع مدال‌ها، دانمارک در ردهٔ ۲۴ مسابقات قرار گرفت.

## دوچرخه‌سواران
رقابت انفرادی جاده
- ورنر بلاوزون — did not finish (→ no ranking)
- یورن هانسن — did not finish (→ no ranking)
- بنت پدرسن — did not finish (→ no ranking)
- ویلی اسکیبی — did not finish (→ no ranking)

تایم تریل تیمی
- ورنر بلاوزون
- گرت فرانک
- یورن هانسن
- یورن لوند

اسپرینت
- نیلس فردبور — جایگاه ۶

تایم تریل ۱۰۰۰ متر
- نیلس فردبور — 1:07.617 (→  مدال برنز)

تعقیبی تیمی
- ایوار یاکوبسن
- کیم رفشامر
- بیارن سورنسن
- کیم اسوندسن